# Kelurahan Jati (administrativ by i Indonesien, Jakarta)
Kelurahan Jati är en administrativ by i Indonesien.   Den ligger i provinsen Jakarta, i den västra delen av landet. Huvudstaden Jakarta ligger i Kelurahan Jati.